# Wikipédia en français
Ne doit pas être confondu avec Wikimédia France.
Wikipédia en français est l'édition de Wikipédia en langue française. Son code est fr.
L'espace de Wikipédia en français est créé le 11 mai 2001. La première version connue de Wikipédia en français voit le jour le 19 mai 2001 à 1 h 5. Les trois premiers articles sont à caractère scientifique et datent du 4 août 2001. Elle atteint un million d'articles le 23 septembre 2010, deux millions le 8 juillet 2018 et compte 2 692 439 articles le 24 juin 2025. Elle est en quatrième position en nombre d'articles, après les éditions en anglais, en cebuano et en allemand.
Hébergée par la Fondation Wikimédia, Wikipédia en français est consultable sous forme de wiki à l'adresse fr.wikipedia.org, où elle est en grande partie modifiable par les visiteurs. Plusieurs moyens de consulter cette encyclopédie en ligne sont accessibles, tels que des sites web miroirs, des applications pour smartphone ou un appareil électronique dédié.
Au 24 juin 2025, l'édition en français contient 2 692 439 articles et compte 5 205 049 contributeurs, dont 16 203 contributeurs actifs et 141 administrateurs.

## Géographie

Aire de diffusion du français.

Bien que consultée et rédigée en grande partie par des contributeurs français, Wikipédia en français est aussi internationale que l'ensemble des versions de Wikipédia et n'est pas uniquement rattachée à la France.
Pour ce qui est du contenu géolocalisé, on constate une forte dominante géographique située dans les zones francophones, à l'instar des autres éditions linguistiques pour les régions où la langue est parlée : la France, la Belgique, la Suisse, le Luxembourg, Monaco et le Québec sont en tête des consultations. Les autres pays francophones dans le monde apparaissent également par rapport aux autres éditions linguistiques : dans la quasi-totalité des pays francophones, l'édition française est celle ayant le plus de pages géolocalisées après l'édition anglaise.

## Audience et contributions

### Audience

#### Monde

Les pays où Wikipédia en français est le plus consulté apparaissent en bleu foncé (décembre 2022).

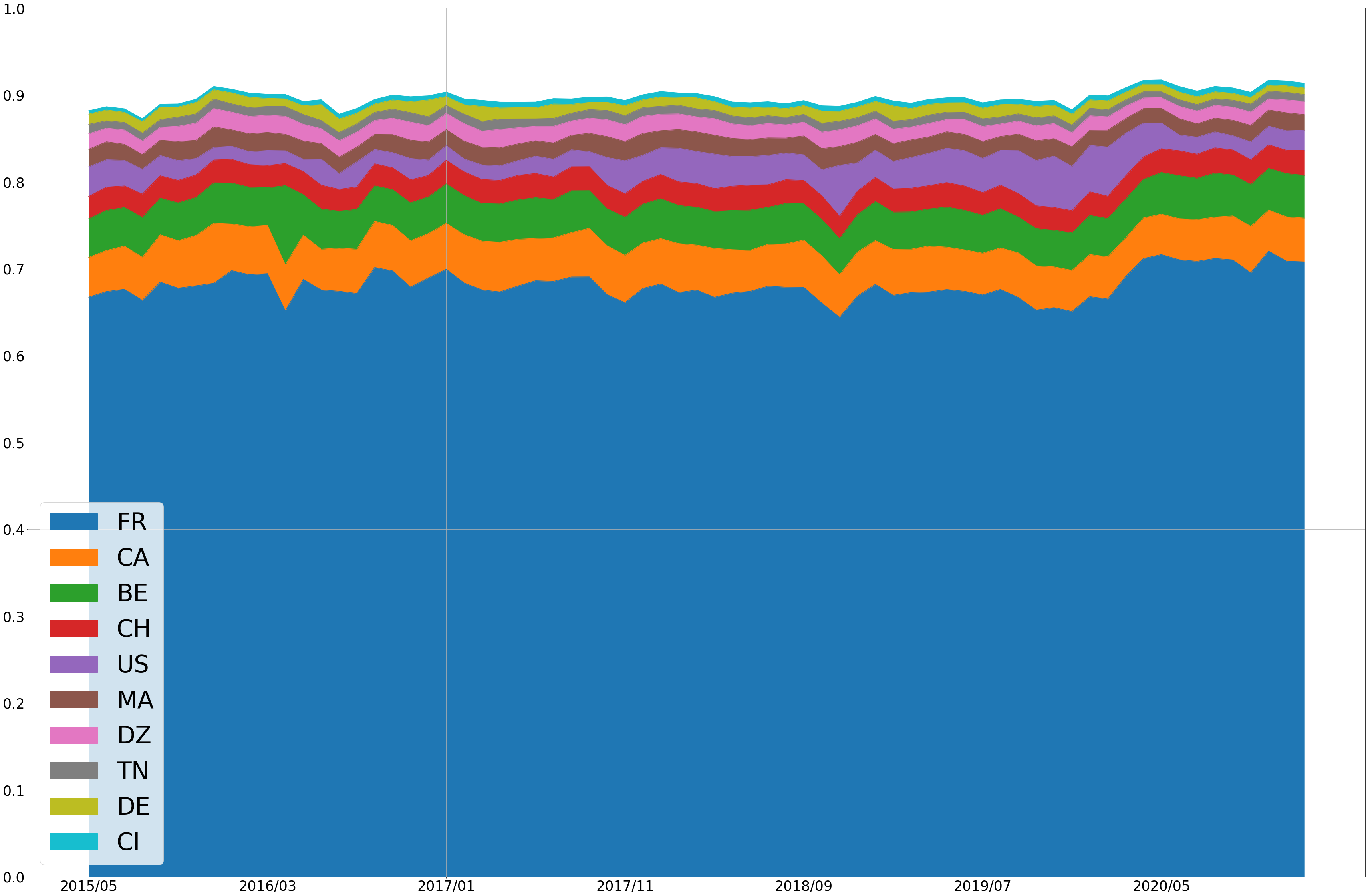
Répartition de l'audience de Wikipédia en français par pays au cours du temps (février 2021).

Selon les statistiques de la Fondation Wikimédia, l'édition en langue française de l'encyclopédie en ligne Wikipédia représente 4,6 % du nombre de pages vues en novembre 2017. Cela en fait la 6e édition linguistique de Wikipédia la plus consultée après les éditions en langue anglaise (48,8 %), puis espagnole (7,3 %), japonaise (6,3 %), allemande (6,2 %) et russe (6,2 %),.
En décembre 2014, l'encyclopédie Wikipédia en langue française est consultée à 68,4 % par les personnes s'y connectant depuis la France, 6,2 % depuis le Canada, 4,2 % depuis la Belgique, 2,6 % depuis le Maroc, 2,6 % depuis l'Algérie, 2,4 % depuis la Suisse, 1,4 % depuis la Tunisie, 1,2 % depuis le Royaume-Uni, 1,1 % depuis l'Allemagne, 1,0 % depuis les États-Unis, 0,5 % depuis les Pays-Bas et 0,5 % depuis La Réunion. Le reste, soit 7,9 %, provient de pays représentant chacun moins de 1 % des consultations.
En outre, sur ce même mois de décembre 2014, 81 % des consultations sur l'encyclopédie Wikipédia depuis la France ont eu lieu sur l'édition en langue française, 13 % sur celle en langue anglaise et le restant (6 %) sur diverses éditions linguistiques représentant moins de 1 % chacune.

#### France
L'entreprise de mesure d'audience Médiamétrie interroge chaque mois un échantillon de 20 000 personnes, représentatif des internautes résidant en France et disposant d'un accès Internet à leur domicile ou sur leur lieu de travail.
En avril 2012, Wikipédia dépasse pour la première fois les 20 millions de visiteurs uniques par mois en France.
En janvier 2015, l'audience en France de Wikipédia est de 22 millions de visiteurs uniques par mois, c'est-à-dire ayant visité le site au moins une fois pendant le mois de janvier 2015, soit la 5e position dans le Top 50 des sites les plus visités en France, selon le critère du nombre de visiteurs uniques par mois. En 2016, Wikipédia en français est le 11e site web le plus visité en France.

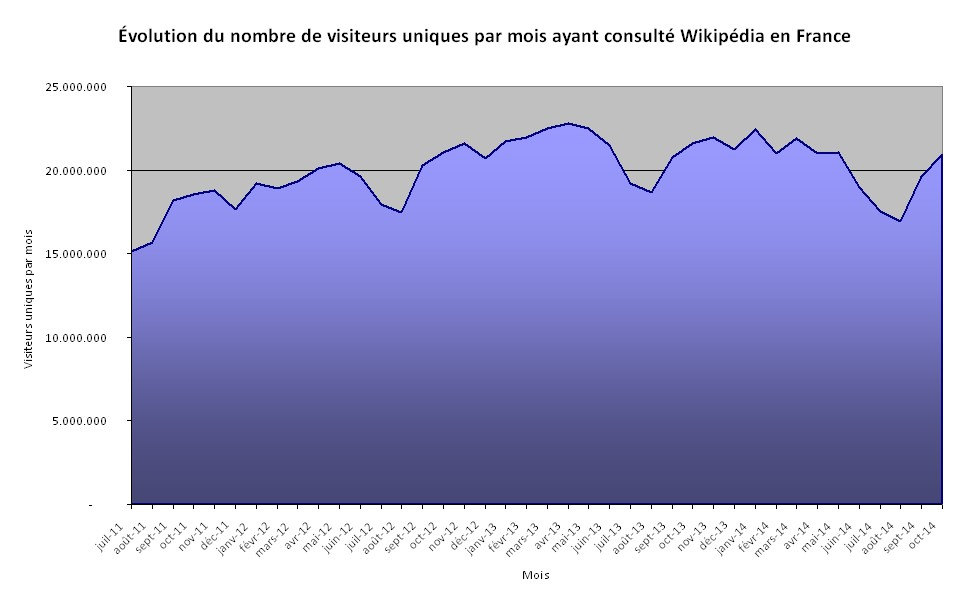
Évolution du nombre de visiteurs uniques par mois ayant consulté Wikipédia en France entre 2011 et 2014 selon Médiamétrie.

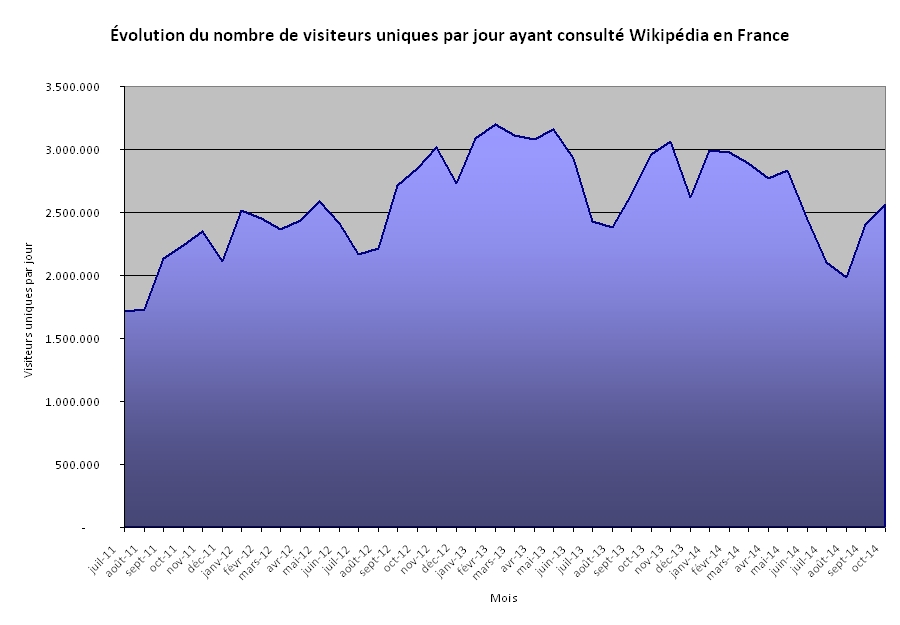
Évolution du nombre de visiteurs uniques par jour ayant consulté Wikipédia en France entre 2011 et 2014 selon Médiamétrie.

| Mois    | Rang | Visiteurs uniques par mois | Visiteurs uniques par jour |
| ------- | ---- | -------------------------- | -------------------------- |
| 2023/11 | 8    | 28 510 000                 | 3 793 000                  |
| 2023/02 | 9    | 26 654 000                 | 3 344 000                  |
| 2023/01 | 7    | 28 328 000                 | 3 484 000                  |
| 2022/12 | 7    | 28 403 000                 | 3 322 000                  |
| 2018/05 | 5    | 30 734 000                 | 3 972 000                  |
| 2015/11 | 9    | 15 869 000                 | 1 871 000                  |
| 2015/10 | 9    | 15 532 000                 | 1 657 000                  |
| 2015/09 | 10   | 15 359 000                 | 1 612 000                  |
| 2015/08 | 12   | 13 299 000                 | 1 299 000                  |
| 2015/07 | 11   | 14 141 000                 | 1 433 000                  |
| 2015/05 | 5    | 21 682 000                 | 2 644 000                  |
| 2015/04 | 5    | 20 506 000                 | 2 492 000                  |
| 2015/03 | 5    | 21 709 000                 | 2 699 000                  |
| 2015/02 | 5    | 21 229 000                 | 2 657 000                  |
| 2015/01 | 5    | 21 865 000                 | 3 008 000                  |
| 2014/12 | 5    | 20 861 000                 | 2 600 000                  |
| 2014/11 | 5    | 21 504 000                 | 2 697 000                  |
| 2014/10 | 5    | 20 937 000                 | 2 563 000                  |
| 2014/09 | 5    | 19 604 000                 | 2 404 000                  |
| 2014/08 | 7    | 16 951 000                 | 1 985 000                  |
| 2014/07 | 7    | 17 519 000                 | 2 106 000                  |
| 2014/06 | 6    | 18 969 000                 | 2 445 000                  |
| 2014/05 | 5    | 21 059 000                 | 2 837 000                  |
| 2014/04 | 5    | 20 990 000                 | 2 768 000                  |
| 2014/03 | 5    | 21 908 000                 | 2 891 000                  |
| 2014/02 | 5    | 21 015 000                 | 2 980 000                  |
| 2014/01 | 5    | 22 409 000                 | 2 989 000                  |
| 2013/12 | 5    | 21 215 000                 | 2 617 000                  |
| 2013/11 | 5    | 21 928 000                 | 3 063 000                  |
| 2013/10 | 5    | 21 604 000                 | 2 964 000                  |
| 2013/09 | 5    | 20 778 000                 | 2 646 000                  |
| 2013/08 | 5    | 18 646 000                 | 2 377 000                  |
| 2013/07 | 7    | 19 206 000                 | 2 432 000                  |
| 2013/06 | 7    | 21 490 000                 | 2 928 000                  |
| 2013/05 | 6    | 22 511 000                 | 3 162 000                  |
| 2013/04 | 6    | 22 770 000                 | 3 079 000                  |
| 2013/03 | 6    | 22 497 000                 | 3 113 000                  |
| 2013/02 | 6    | 21 954 000                 | 3 197 000                  |
| 2013/01 | 6    | 21 730 000                 | 3 089 000                  |
| 2012/12 | 6    | 20 664 000                 | 2 728 000                  |
| 2012/11 | 7    | 21 607 000                 | 3 017 000                  |
| 2012/10 | 6    | 21 041 000                 | 2 853 000                  |
| 2012/09 | 6    | 20 277 000                 | 2 717 000                  |
| 2012/08 | 7    | 17 486 000                 | 2 218 000                  |
| 2012/07 | 7    | 17 949 000                 | 2 169 000                  |
| 2012/06 | 7    | 19 623 000                 | 2 413 000                  |
| 2012/05 | 7    | 20 403 000                 | 2 587 000                  |
| 2012/04 | 7    | 20 081 000                 | 2 439 000                  |
| 2012/03 | 7    | 19 346 000                 | 2 362 000                  |
| 2012/02 | 7    | 18 893 000                 | 2 453 000                  |
| 2012/01 | 7    | 19 225 000                 | 2 514 000                  |
| 2011/12 | 7    | 17 648 000                 | 2 111 000                  |
| 2011/11 | 7    | 18 759 000                 | 2 346 000                  |
| 2011/10 | 7    | 18 564 000                 | 2 235 000                  |
| 2011/09 | 7    | 18 169 000                 | 2 134 000                  |
| 2011/08 | 7    | 15 649 000                 | 1 729 000                  |
| 2011/07 | 7    | 15 115 000                 | 1 718 000                  |

#### Canada
Selon un article du magazine québécois L'Actualité paru en 2020, 7 % des contributeurs francophones contribuent depuis le Québec et le portail thématique consacré au Québec compte un peu moins de 30 000 articles ; le magazine déplore une sous-représentation des francophones québécois par rapport aux internautes contribuant depuis la France, lesquels sont à l'inverse surreprésentés puisqu'ils représentent alors 78 % des contributeurs francophones à l'encyclopédie en ligne.

#### Wikipédia Zero
Les encyclopédies Wikipédia ayant le plus de pages vues (plus de 1 % du total) sur le site Wikipedia Zero le 15 septembre 2015 (moyenne journalière lissée sur 137 jours du 1er mai au 15 septembre 2015)
| R | Langue          | %   | #         |
| - | --------------- | --- | --------- |
|   | Toutes éditions | 100 | 6 716 306 |
| 1 | Anglais         | 64  | 4 290 000 |
| 2 | Russe           | 13  | 890 860   |
| 3 | Portugais       | 5   | 357 370   |
| 4 | Français        | 3   | 220 670   |
| 5 | Espagnol        | 3   | 210 690   |
| 6 | Arabe           | 3   | 171 970   |
| 7 | Indonésien      | 2   | 127 220   |
| 8 | Thaï            | 2   | 124 740   |

### Contributions

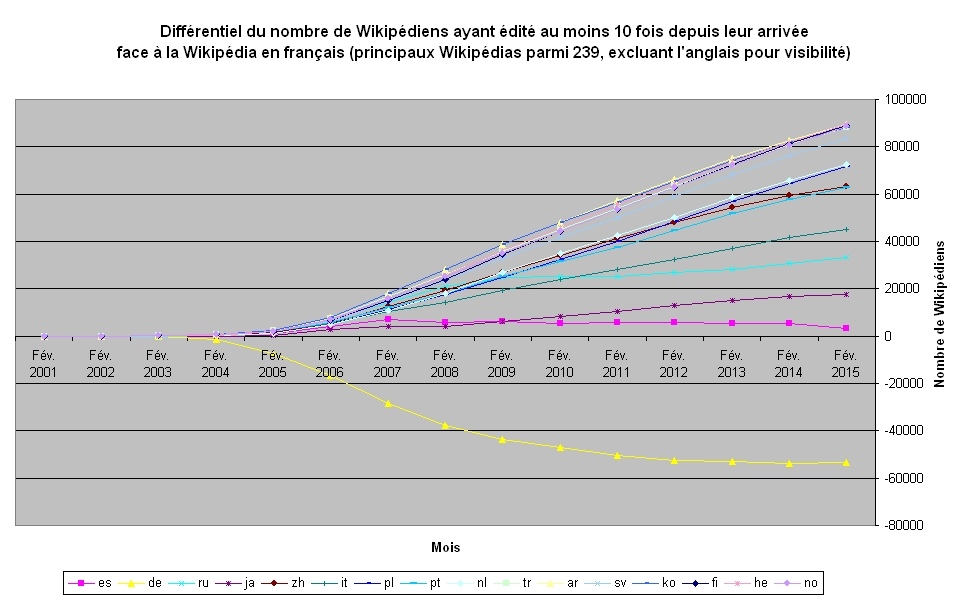
Écart du nombre de wikipédiens ayant édité au moins dix fois depuis leur arrivée entre Wikipédia en français et les autres versions linguistiques. Seules les principales versions linguistiques de l'encyclopédie par ce critère sont affichées, à l'exclusion de l'anglais pour plus de visibilité.

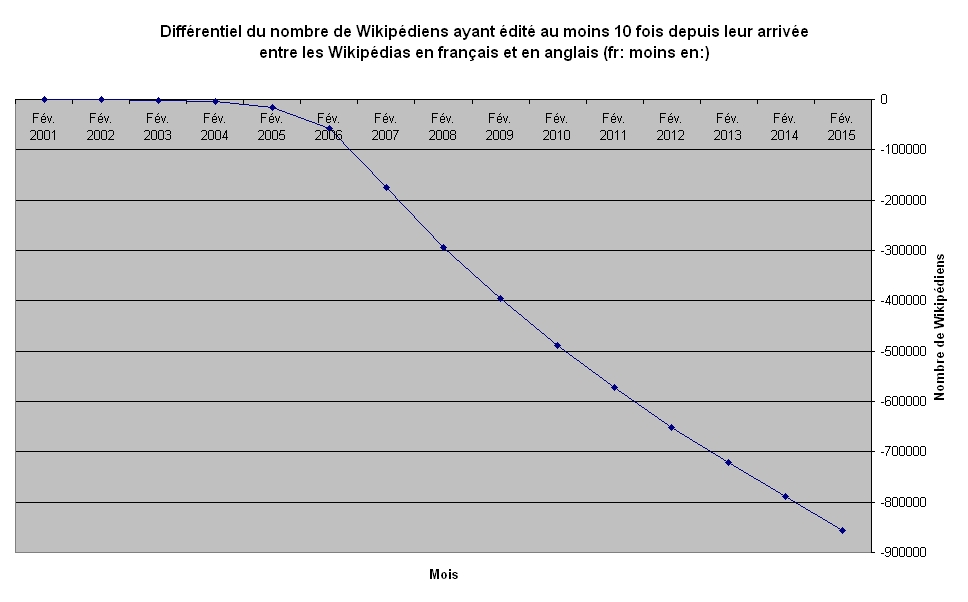
Écart du nombre de wikipédiens ayant édité au moins dix fois depuis leur arrivée entre les versions en français et en anglais (fr: moins en:).

Le 2 décembre 2014, l'encyclopédie Wikipédia en langue française devient la 3e édition linguistique par le nombre d'utilisateurs enregistrés,, dépassant ce jour-là pour la première fois l'édition allemande et ses 2 022 504 utilisateurs enregistrés,. Elle est devancée par les éditions en langue anglaise (23 300 456) et espagnole (3 401 493).
Le 30 mars 2015, l'encyclopédie Wikipédia en langue française reste la 3e édition linguistique par le nombre d'utilisateurs enregistrés depuis sa création, comptant 2 160 753 utilisateurs enregistrés (+ 138 249 depuis le 2 décembre 2014) après les éditions en langue anglaise (24 525 516, + 1 225 060) et espagnole (3 594 716, + 193 223) et toujours devant l'édition allemande (2 121 470, + 98 966). Les éditions en chinois et en russe rattrapent celle en allemand.
Parmi ces utilisateurs enregistrés, au 28 février 2015, 103 822 ont édité au moins dix fois depuis leur arrivée (soit seulement 5 % des utilisateurs enregistrés mais tout de même 15 % des utilisateurs enregistrés ayant édité au moins une fois depuis leur arrivée), ce qui fait de Wikipédia en français la 3e édition linguistique selon ce critère après les éditions en anglais (946 644) et en allemand (157 226), et juste devant celle en espagnol (100 512). Parmi les 287 éditions linguistiques de Wikipédia, seules les éditions en anglais et en espagnol gagnent en février 2015 plus de Wikipédiens ayant édité au moins dix fois depuis leur arrivée, bien que l'écart de gains de l'édition en anglais par rapport à l'édition en français progresse de moins en moins vite.
Les onze principaux pays d'origine des contributions à l'encyclopédie en ligne Wikipédia en langue française durant le mois de décembre 2014 sont la France (76,1 %), la Belgique (6,3 %), le Canada (5,2 %), la Suisse (1,7 %), l'Algérie (1,2 %), le Maroc (1,1 %), l'Espagne (0,9 %), l'Allemagne (0,9 %), les États-Unis (0,7 %), la Tunisie (0,7 %) et le Royaume-Uni (0,6 %) ; tous les autres pays représentant 4,7 % des contributions.
En décembre 2014 et en France, 81 % des contributions ont été effectuées sur l'édition française, 14 % sur l'édition anglaise et les 5 % restant sur d'autres langues représentant moins de 1 % chacune.

### Sujets
En 2019, Wikipédia en français compte 425 000 catégories uniques. L'article moyen dans cette version linguistique comporte 18 catégories, tandis que le nombre de catégories uniques par article est de 0,203. Les catégories les plus attribuées sont Société (17 % des articles) et Géographie (17 % également)[réf. nécessaire].

## Consultation hors connexion

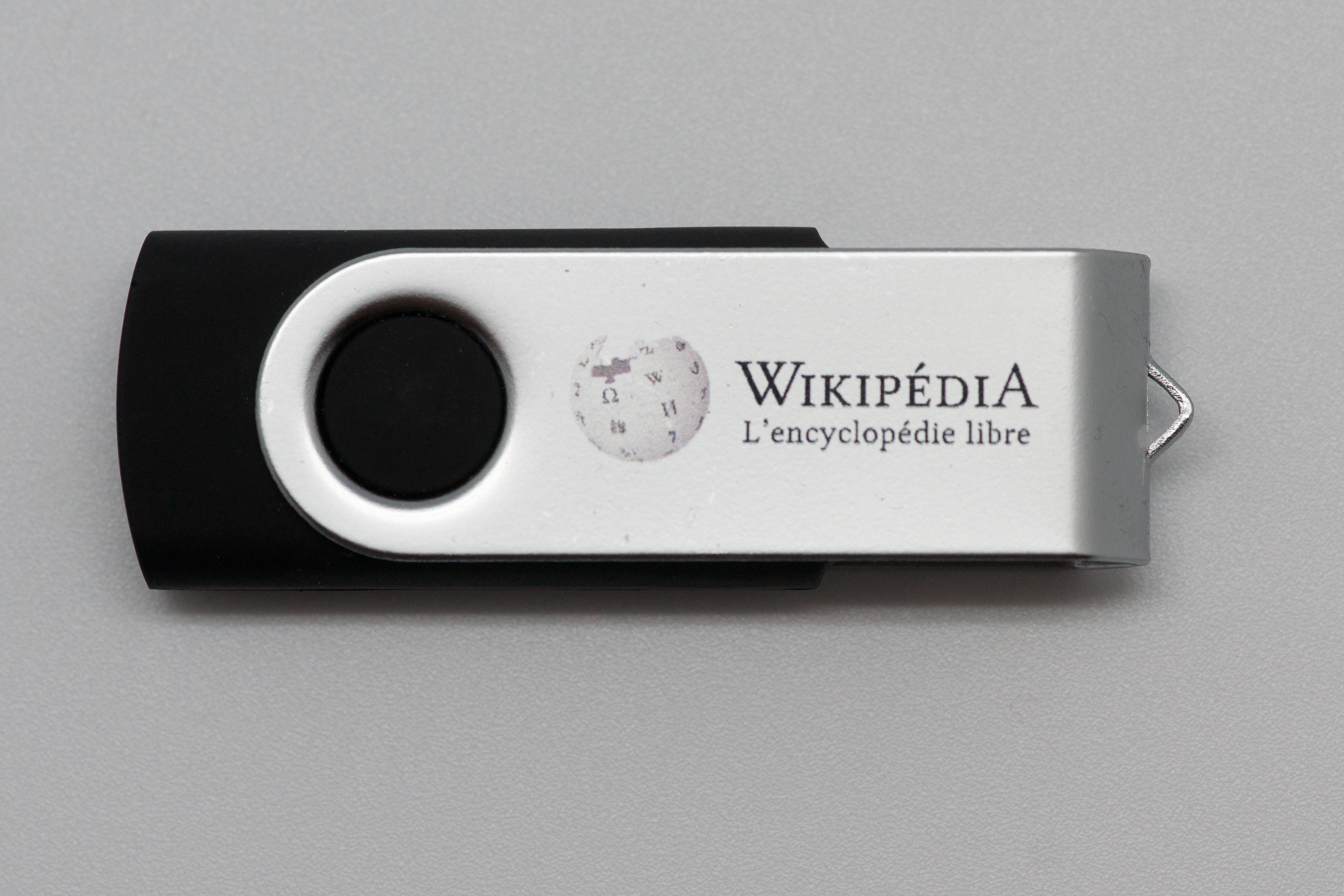
Clé Wikipédia - Framakey - Kiwix.

La recherche de moyens techniques et économiques permettant de rendre accessibles les informations de Wikipédia par d'autres voies que le Web est liée au projet d'une diffusion la plus large possible des connaissances.

Le projet de distribution sur papier était destiné en particulier aux personnes n'ayant pas les moyens de se raccorder à Internet. Désormais, il est possible pour tout un chacun de commander une sélection d'articles Wikipédia appelée « Livres » imprimée et reliée ; Wikimédia reçoit 10 % des ventes brutes des ouvrages. La diffusion d'un DVD d'une sélection d'articles Wikipédia en français a fait l'objet d'un projet, mais il n'a pas abouti ; il est désormais abandonné. 

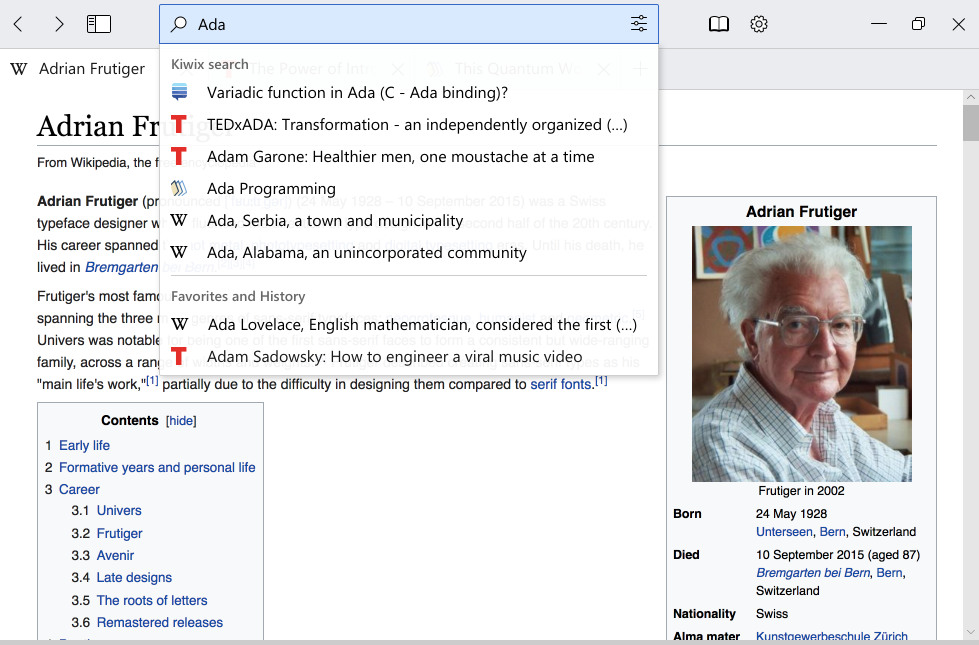
Exemple d'une recherche hors connexion de Wikipédia avec Kiwix 2 (2018).

Kiwix est un des principaux logiciels libres actuellement déployés pour consulter Wikipédia à partir d'un ordinateur personnel sous Windows, macOS, Linux ou Android en mode hors connexion. Il permet de lire un fichier téléchargeable au format ZIM contenant par exemple Wikipédia en français, textes et illustrations. Pour cette dernière langue, un espace de 6 Go est nécessaire pour la dernière version sans image de février 2014, et de 24 Go, pour la dernière version avec image de novembre 2013. Pour télécharger Wikipédia en français, rendez-vous sur la page Wikipédia hors-connexion.
Le projet Afripédia utilise ce logiciel. Il s'est donné pour mission de mettre en place des ordinateurs Plug équipés de bornes wifi et d'une copie locale de Wikipédia dans certains campus universitaires d'Afrique dont la liaison internet dispose d'un débit insuffisant pour permettre de consulter Wikipédia en ligne.
Framasoft et Wikimédia France se sont associés dans le but d'éditer, développer et vendre une clé USB nommée Framakey-Wikipédia sur laquelle est stocké l'ensemble des articles encyclopédiques de Wikipédia en français accompagnés de leurs éventuelles illustrations ainsi que des logiciels libres dits « portables ». Kiwix est le logiciel utilisé pour lire le contenu Wikipédia de la clé, aucune connexion n'est nécessaire. Il est également possible de télécharger gratuitement le contenu de ce support amovible.
En janvier 2013, d'autres logiciels offrent cette possibilité de lecture de Wikipédia en français en mode hors connexion, mais aucun ne permet d'accéder aux illustrations des articles, contrairement à Kiwix ; leur base de données est donc nettement moins lourde, bien qu'il soit possible de télécharger les versions sans images des bases de données de Kiwix, et ce pour plusieurs langues. Certaines alternatives sont utilisables sur des plateformes non prises en charge par Kiwix, comme iOS[réf. nécessaire].

## Chronologie

Évolution du nombre d'articles.

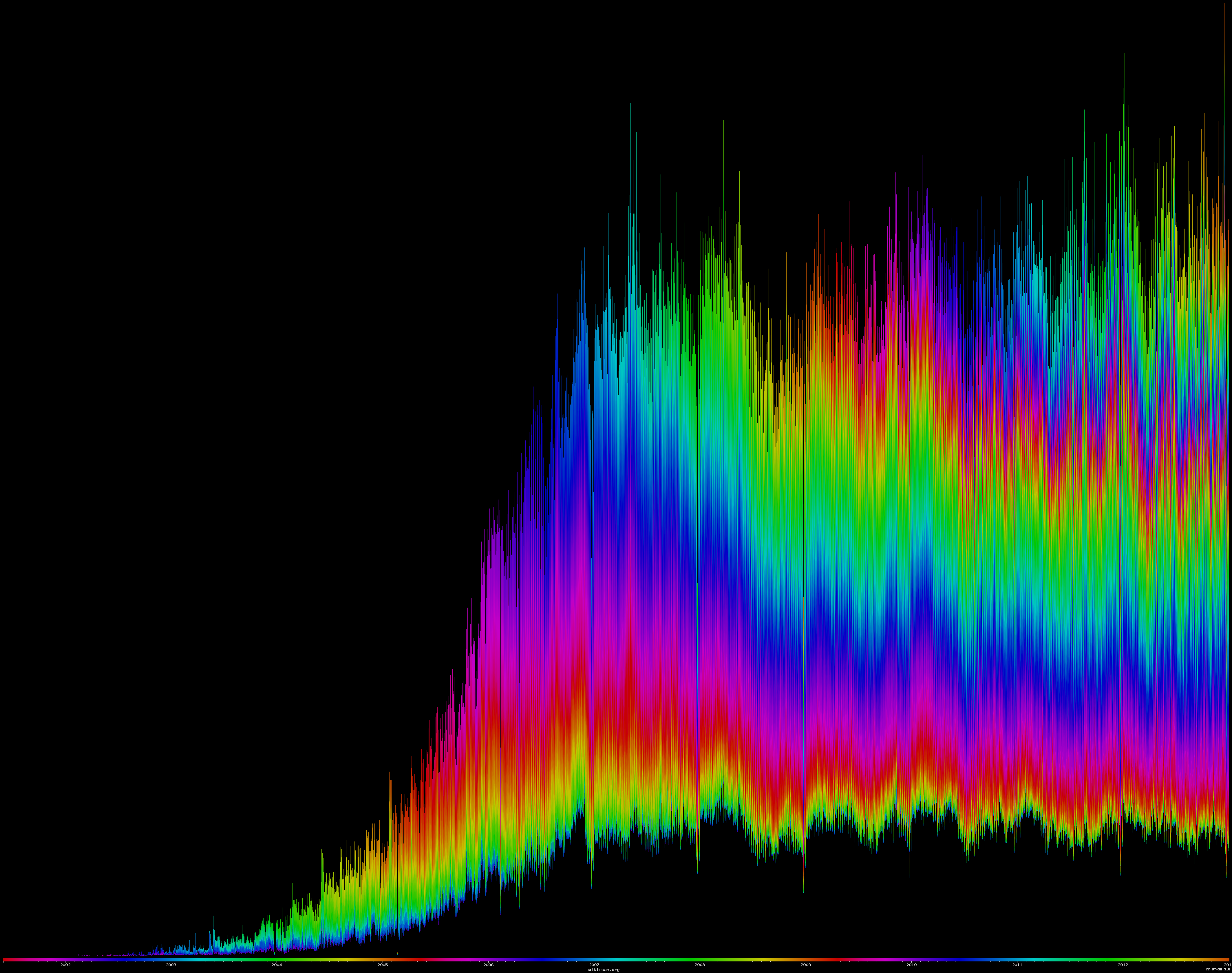
Les Wikipédiens enregistrés entre 2005 et 2008 réalisaient pratiquement la moitié des éditions opérées en janvier 2013.

Des dates notables jalonnent l'histoire de Wikipédia en français :
- 12 mars 2001 : création de la liste de discussion francais-l en vue de traduire des articles de Nupedia en français[84] ;
- 16 mars 2001 : Jimmy Wales évoque son souhait de décliner Wikipédia en plusieurs langues dont le français[85] ;
- 23 mars 2001 : date « officielle » de sa création[86] ;
- 11 mai 2001 : création de french.wikipedia.com[87] ;
- 19 mai 2001 : première date connue[88],[89] d'un article, consacré au physicien Paul Héroult ;
- 6 juin 2001 : première page d'accueil connue ;
- 27 décembre 2001 : 55 articles dans Wikipédia en français ;
- 31 octobre 2002 : passage à la version Phase III du futur logiciel MediaWiki, entraînant la perte de l'historique des débuts de Wikipédia ;
- 23 avril 2005 : Wikipédia en français franchit la barre symbolique des 100 000 articles ;
- 4 décembre 2005 : les 200 000 articles sont atteints ;
- 28 mai 2007 : les 500 000 articles sont atteints à 18 h 24 avec l'article Aitken (cratère)[90],[91] ;
- 20 février 2008 : l'encyclopédie française Quid annule la publication de son édition 2008, car la concurrence avec Wikipédia est trop importante[92] ;
- 23 septembre 2010 : le site franchit la barre du millionième article en français, avec Louis Babel, missionnaire du XIXe siècle[93]. Wikipédia en anglais et en allemand avaient déjà passé ce cap ;
- 28 avril 2014 : la barre de 1 500 000 articles est franchie ;
- 8 juillet 2018 : la barre de 2 000 000 articles est franchie avec l'article Xcacau Corona[94] ;
- 11 mars 2021 : le portail thématique consacré à l'Europe est le premier à atteindre le seuil du million d'articles ;
- 3 mars 2023 : la barre de 2 500 000 articles est franchie ;
- 19 décembre 2023 : Wikipédia en français dépasse wikipédia en suédois en nombre d'articles et se place donc en quatrième position.

## Principaux indicateurs d'avancement

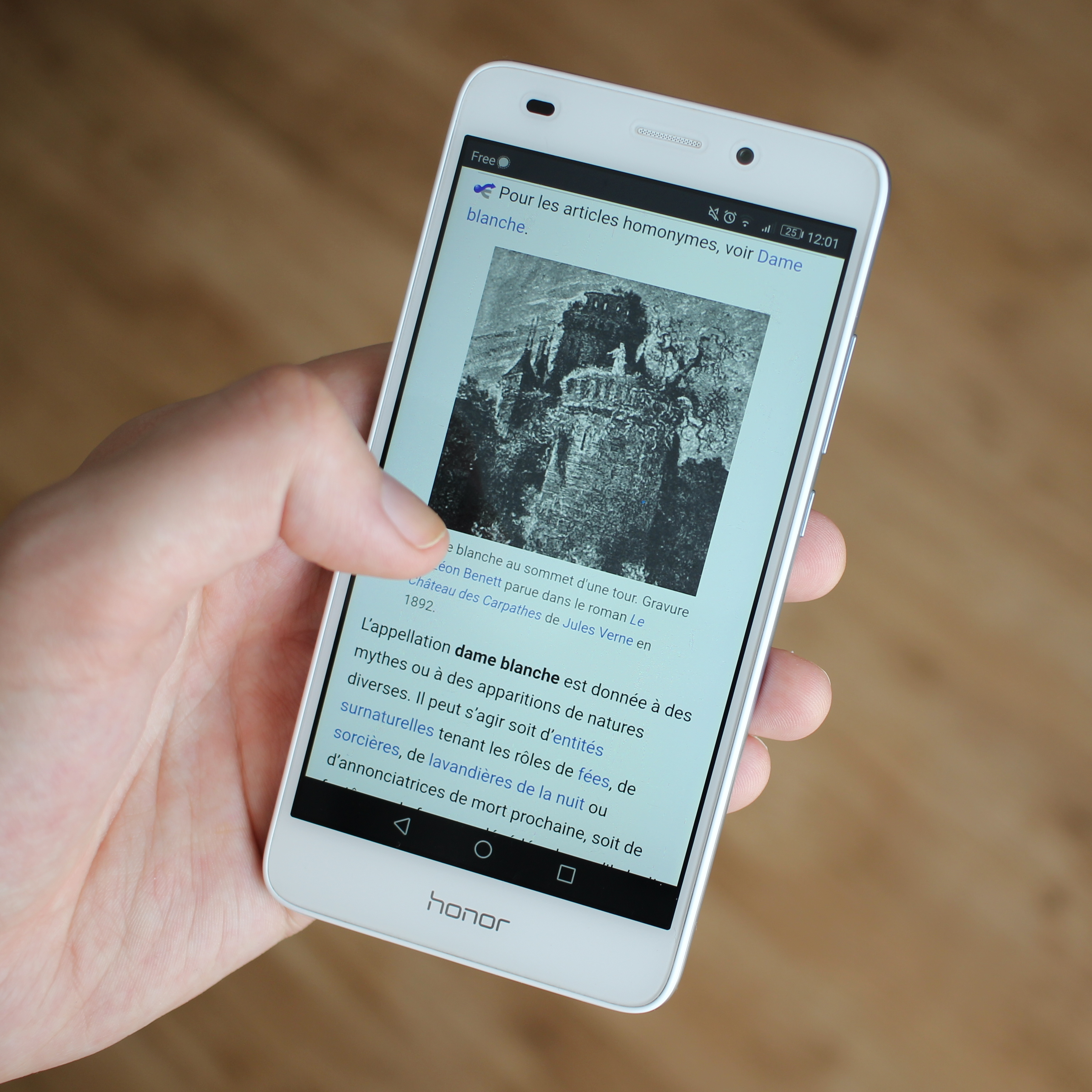
Consultation de l'article « Dame blanche (légende) » sur Wikipédia en français, depuis un téléphone portable fonctionnant sous Android.

Le tableau ci-dessous présente différentes statistiques sur l'avancement et l'évolution de Wikipédia en français au cours du temps :
| Mois           | Nombre d'articles | Pourcentage d'articles de plus de 2 ko | Taille de la base de données | Nombre de contributeurs | Nombre de wikipédiens actifs | Nombre de wikipédiens très actifs | Articles créés par jour | Révisions par article |
| -------------- | ----------------- | -------------------------------------- | ---------------------------- | ----------------------- | ---------------------------- | --------------------------------- | ----------------------- | --------------------- |
| Décembre 2001  | 20                | 25 %                                   | 32 ko                        | 2                       |                              |                                   |                         | 1,5                   |
| Juin 2002      | 909               | 11 %                                   | 1,2 Mo                       | 17                      | 11                           | 2                                 | 10                      | 1,9                   |
| Décembre 2002  | 3,9 k             | 13 %                                   | 4,5 Mo                       | 96                      | 42                           | 11                                | 14                      | 4,9                   |
| Juin 2003      | 9,8 k             | 12 %                                   | 18 Mo                        | 239                     | 90                           | 26                                | 46                      | 5,2                   |
| Décembre 2003  | 22 k              | 17 %                                   | 41 Mo                        | 537                     | 187                          | 47                                | 65                      | 8,4                   |
| Juin 2004      | 42 k              | 22 %                                   | 85 Mo                        | 1 191                   | 413                          | 97                                | 132                     | 11,8                  |
| Décembre 2004  | 73 k              | 25 %                                   | 166 Mo                       | 2 417                   | 777                          | 151                               | 206                     | 14,7                  |
| Juin 2005      | 126 k             | 25 %                                   | 292 Mo                       | 4 233                   | 1 233                        | 240                               | 411                     | 15,4                  |
| Décembre 2005  | 219 k             | 34 %                                   | 564 Mo                       | 7 286                   | 2 225                        | 425                               | 570                     | 16,1                  |
| Janvier 2006   | 237 k             | 34 %                                   | 617 Mo                       | 8 190                   | 2 591                        | 495                               | 585                     | 16,4                  |
| Février 2006   | 253 k             | 34 %                                   | 665 Mo                       | 8 851                   | 2 705                        | 483                               | 553                     | 16,8                  |
| Mars 2006      | 268 k             | 34 %                                   | 715 Mo                       | 9 508                   | 2 923                        | 489                               | 502                     | 17,3                  |
| Avril 2006     | 285 k             | 34 %                                   | 783 Mo                       | 10 771                  | 3 040                        | 482                               | 526                     | 18,1                  |
| Mai 2006       | 302 k             | 34 %                                   | 838 Mo                       | 11 619                  | 3 486                        | 588                               | 551                     | 18,5                  |
| Juin 2006      | 323 k             | 34 %                                   | 910 Mo                       | 12 299                  | 3 492                        | 633                               | 723                     | 18,9                  |
| Juillet 2006   | 342 k             | 33 %                                   | 970 Mo                       | 13 162                  | 3 366                        | 603                               | 617                     | 19,4                  |
| Août 2006      | 359 k             | 34 %                                   | 1,0 Go                       | 14 151                  | 3 799                        | 686                               | 574                     | 19,9                  |
| Septembre 2006 | 376 k             | 29 %                                   | 1,1 Go                       | 14 654                  | 3 683                        | 658                               | 560                     | 20,4                  |
| Octobre 2006   | 384 k             | 28 %                                   | 1,1 Go                       | 15 941                  | 3 884                        | 680                               | 537                     | 21,2                  |
| Novembre 2006  | 400 k             | 28 %                                   | 1,1 Go                       | 17 021                  | 3 926                        | 696                               | 562                     | 21,8                  |
| Décembre 2006  | 417 k             | 29 %                                   | 1,2 Go                       | 17 647                  | 3 989                        | 685                               | 532                     | 22,2                  |
| Janvier 2007   | 434 k             | 29 %                                   | 1,3 Go                       | 19 159                  | 4 497                        | 736                               | 571                     | 22,7                  |
| Février 2007   | 450 k             | 30 %                                   | 1,3 Go                       | 19 806                  | 4 124                        | 701                               | 603                     | 23,3                  |
| Mars 2007      | 466 k             | 30 %                                   | 1,4 Go                       | 21 313                  | 4 363                        | 729                               | 542                     | 23,8                  |
| Avril 2007     | 480 k             | 30 %                                   | 1,5 Go                       | 21 927                  | 4 245                        | 687                               | 479                     | 24,3                  |
| Mai 2007       | 499 k             | 31 %                                   | 1,5 Go                       | 22 596                  | 4 671                        | 804                               | 607                     | 24,9                  |
| Juin 2007      | 517 k             | 31 %                                   | 1,6 Go                       | 23 041                  | 4 251                        | 738                               | 597                     | 25,3                  |
| Juillet 2007   | 530 k             | 31 %                                   | 1,7 Go                       | 25 506                  | 4 196                        | 782                               | 521                     | 25,6                  |
| Août 2007      | 546 k             | 32 %                                   | 1,7 Go                       | 26 223                  | 4 333                        | 791                               | 520                     | 26,1                  |
| Septembre 2007 | 560 k             | 32 %                                   | 1,8 Go                       | 26 940                  | 4 417                        | 729                               | 463                     | 26,6                  |
| Octobre 2007   | 573 k             | 32 %                                   | 1,9 Go                       | 27 619                  | 4 452                        | 774                               | 413                     | 27,3                  |
| Novembre 2007  | 586 k             | 33 %                                   | 1,9 Go                       | 28 278                  | 4 483                        | 742                               | 436                     | 28,1                  |
| Décembre 2007  | 592 k             | 33 %                                   | 2,0 Go                       | 28 933                  | 4 360                        | 744                               | 423                     | 28,7                  |
| Décembre 2008  | 738 k             | 36 %                                   | 2,7 Go                       | 40 025                  | 4 505                        | 674                               | 368                     | 33,9                  |
| Décembre 2009  | 887 k             | 39 %                                   | s/o                          | 51 438                  | 4 777                        | 695                               | 422                     | 37,1                  |
| Décembre 2010  | 1 M               | s/o                                    | s/o                          | 62 337                  | 4 608                        | 745                               | 390                     | 39,4                  |
| Décembre 2011  | 1,2 M             | s/o                                    | s/o                          | 72 931                  | 4 725                        | 759                               | 437                     | 42                    |
| Décembre 2012  | 1,3 M             | s/o                                    | s/o                          | 83 975                  | 5 118                        | 815                               | 401                     | 44,6                  |
| Décembre 2013  | 1,5 M             | s/o                                    | s/o                          | 94 276                  | 4 411                        | 751                               | 360                     | 46,9                  |
| Décembre 2014  | 1,6 M             | s/o                                    | s/o                          | 103 399                 | 4 332                        | 774                               | 335                     | 48                    |
| Décembre 2015  | 1,7 M             | s/o                                    | s/o                          | 112 340                 | 4 320                        | 744                               | 327                     | 48,6                  |
| Décembre 2016  | 1,8 M             | s/o                                    | s/o                          | 121 016                 | 4 494                        | 744                               | 299                     | 49,6                  |
| Mars 2017      | 1,9 M             | s/o                                    | s/o                          | 123 439                 | 5 130                        | 812                               | 332                     | 49,8                  |
| Juillet 2018   | 2,0 M             | s/o                                    | s/o                          | s/o                     | s/o                          | s/o                               | s/o                     | s/o                   |
| Mois           | Nombre d'articles | % d'articles de plus de 2ko            | Base de données              | Nombre de contributeurs | Nombre de wikipédiens actifs | Nombre de wikipédiens très actifs | Articles créés par jour | Révisions par article |

Notes :
1. ↑  Nombre d'articles contenant au moins un lien interne. En raison du critère utilisé, ce nombre diffère légèrement de celui qui est indiqué en page d'accueil. Ce dernier représente le nombre total de pages, duquel sont soustraits les articles orphelins, les pages de redirection, les pages de discussion, les pages de description d'image, les pages personnelles, les modèles, les pages d'aide, les portails et les pages relatives à Wikipédia.
2. ↑  Nombre de wikipédiens ayant contribué au moins 10 fois depuis leur arrivée.
3. ↑  Nombre de wikipédiens ayant contribué au moins 5 fois durant le mois.
4. ↑  Nombre de wikipédiens ayant contribué au moins 100 fois durant le mois.
5. ↑  Nombre moyen de révisions (corrections, ajouts, etc.) par article.

## Diffusion
En juillet 2010, une maison d'édition d'ouvrages dont le contenu provient exclusivement d'articles de Wikipédia en français, Livres Groupe, est fondée. L'éditeur constitue la branche française de l'éditeur américain Books LLC qui édite des ouvrages constitués d'articles de Wikipédia en anglais. L'éditeur Livres Groupe a principalement été actif en 2010 (année de son lancement), où la maison aurait édité plus de 60 000 ouvrages en seulement quelques mois, puis a totalement arrêté l'édition de nouveaux ouvrages à partir de 2013.
Chacun des livres édités par Livres Groupe comprend une compilation d'articles centrés autour d'un thème particulier. Contrairement aux articles d'origine, les livres édités par Livres Groupe ne contiennent aucune image.
Une initiative semblable à celle de Books LLC et Livres Groupe a été lancée par Barnes & Noble, dont les livres de la collection Hephaestus Books sont également constitués d'articles de Wikipédia en anglais[source insuffisante].
Des critiques virulentes ont été formulées à l'encontre de la maison d'édition Livres Books, qui vendait pour plus de 10 euros (voire jusqu'à presque 50 euros) des ouvrages dont le contenu pouvait être consultable gratuitement sur internet. Bien que la maison d'édition ne fît rien d'illégal (le contenu des articles d'origine était libre et les pseudonymes de leurs auteurs étaient cités), rien n'indiquait de prime abord que les ouvrages n'étaient qu'une compilation d'articles de Wikipédia, ce qui pouvait induire les acheteurs en erreur sur les sites de vente en ligne. L'éditeur estimait quant à lui que les livres étaient « achetés par des gens qui préfèrent lire sur papier que sur un écran » et se défendait d'induire en erreur le consommateur.
À partir de la mi-2010, les livres édités par Livres Groupe sont disponibles en grand nombre sur les sites de vente en ligne comme Amazon ou PriceMinister, sur lesquels une recherche « Livres groupe » aboutit à plus de 60 000 résultats. Amazon et PriceMinister ont par la suite répondu à ce problème en supprimant de leurs moteurs de recherche la totalité des ouvrages édités par cet éditeur controversé[source secondaire nécessaire].

## Controverses
Selon l'Oxford Internet Institute, les articles francophones Ségolène Royal et objet volant non identifié étaient en 2010 les plus controversés sur Wikipédia en français,.

### Tentative de censure
En avril 2013, la Direction centrale du Renseignement intérieur (DCRI) exerce des pressions sur Rémi Mathis — président de l'association Wikimédia France — afin de supprimer l'article « Station hertzienne militaire de Pierre-sur-Haute » sur Wikipédia en français, en invoquant le secret défense. L'article, dans un premier temps supprimé puis remis en ligne, a bénéficié de l'effet Streisand en devenant l'un des plus consultés durant cette période,.

### Accusations de mégenrage et de transphobie
En décembre 2021, le projet Les sans pagEs dénonce des problèmes de mégenrage que subissent les femmes trans sur Wikipédia du fait d'un respect strict des sources et des règles d’admissibilité. Natacha Rault, fondatrice du projet explique, décrit « le mal que ça fait aux personnes trans de voir leur passé étalé sur le net ».
Le 13 octobre 2022 paraît une tribune d'une quarantaine de personnalités dans L'Obs qui dénonce le « traitement que réserve Wikipédia aux personnes trans, non binaires et intersexes ». Les signataires y dénoncent le mégenrage, l'utilisation de deadname ou le maintien de portraits photos pré-transition ainsi que des problèmes de harcèlement autour et au sein de la communauté. La fondatrice du projet Les sans pagEs regrette une différence par rapport à la version anglophone, qui dispose déjà d'une convention de style harmonisant la situation des pages des personnes transgenres. Les commentateurs rappellent que les usages des sources ont une influence dans les usages rédactionnels de Wikipédia et que les sources devraient se former sur la question.
En 2024, un sondage lancé par des contributeurs de Wikipédia en français intitulé « Mention du nom de naissance pour les personnes trans » fait l’objet de vifs débats, qui dépassent la sphère du projet.

### Controverses avecLe Point
En février 2025, à la suite de menaces de divulgations de l'identité d'un contributeur wikipédien par un journaliste du Point, une tribune est signée par plusieurs centaines de contributeurs,,. En retour, Le Point met en avant au travers de plusieurs de ses propres articles, dont notamment une tribune regroupant une centaine de personnalités, des problèmes de neutralité notamment sur l'article « Le Point ».

## Tentatives de manipulation
Par sa situation de site informatif francophone le plus visité, l'édition en français de Wikipédia a fait l'objet de tentatives de manipulation plus ou moins coordonnées. Parmi celles-ci on compte des individus cherchant à se présenter sous un jour plus favorable qu'il ne l'est. Cela concerne notamment des parlementaires à l'approche d'élections,.
À côté de cela certaines agences de communication peuvent être tentées de proposer comme prestation une altération du contenu relatif à leur client sur Wikipédia, et ce malgré un engagement contraire de certains des plus gros acteurs du domaine. Une enquête réalisée par des contributeurs bénévoles a ainsi mis au jour en 2020 les agissements d'agences employant environ 80 comptes et ayant altéré contre rémunération plusieurs centaines d'articles concernant notamment plusieurs entreprises et chefs d'entreprise français.
Si les cas d'altération par des personnalités politiques françaises ne sont pas très rares, et incluent des personnalités telles que Laetitia Avia ou Marlène Schiappa, ceux-ci ne concernent généralement que l'article relatif à la personnalité en question. François Asselineau a quant à lui mobilisé les militants de l'UPR entre 2008 et 2015 pour faire admettre un article sur lui ainsi que sur son parti. À une plus grande échelle et avec une discrétion plus importante, une enquête réalisée dans les derniers mois de 2021 a établi l'existence d'une cellule composée d'une demi-douzaine de militants — dont un historiquement très actif — qui avait pour but de rendre l'article relatif à Éric Zemmour le plus visible possible en vue de l'élection présidentielle de 2022,. Les articles altérés concernent tant le candidat lui-même que ses proches, ses livres, son parti ou les émissions télévisées auxquelles il a participé.